# Zbigniew Szymczak
Zbigniew Szymczak (ur. 4 stycznia 1952 w Lublinie, zm. 11 września 2019) – polski szachista i trener szachowy, mistrz międzynarodowy.

## Kariera szachowa
Zasady gry w szachy poznał dopiero w czasie nauki w szkole średniej. W roku 1967 podzielił I–VI miejsce na rozegranych w Białymstoku mistrzostwach Polski juniorów. W czasie studiów (w roku 1978 ukończył pedagogikę na UMCS) osiągnął pierwsze sukcesy międzynarodowe. W latach 1975–1976 wypełnił normy na tytuł mistrza międzynarodowego na turniejach pamięci PKWN w Lublinie, dzięki którym w roku 1976 został najmłodszym (wówczas) polskim zawodnikiem posiadającym ten tytuł. W roku 1974 zadebiutował w finale mistrzostw Polski, zajmując w Zielonej Górze VI miejsce. W roku 1977 zwyciężył w turnieju w Budapeszcie, zaś rok później podzielił I miejsce w Priewidzy. Kolejne zwycięstwo w międzynarodowym turnieju odniósł w roku 1982 w Karwinie. W tym samym roku wywalczył złoty medal na drużynowych mistrzostwach Polski, reprezentując klub "Avia" Świdnik. W 1983 roku odniósł największy sukces w karierze, zdobywając w Piotrkowie Trybunalskim tytuł mistrza Polski. W roku 1989 po raz ostatni wystąpił w finale mistrzostw Polski (łącznie w czasie trwania kariery w finałach zagrał 10 razy).
Reprezentował Polskę w rozgrywkach drużynowych, m.in.: dwukrotnie na drużynowych mistrzostwach świata studentów (w latach 1976, 1977) oraz  na turnieju o Puchar Nordycki (Nordic Cup) (w roku 1983); medalista: wspólnie z drużyną – złoty (1983).
Najwyższy ranking w karierze osiągnął 1 stycznia 1983 r., z wynikiem 2460 punktów dzielił wówczas 1. miejsce (wspólnie z Aleksandrem Sznapikiem) wśród polskich szachistów.
Od połowy lat 80. zaczął osiągać znaczące sukcesy jako trener szachowy. Wśród jego wychowanków znajdują się m.in.: arcymistrzyni Iweta Radziewicz (współpraca w latach 1996–1999) oraz arcymistrzowie Jacek Gdański (1987–1991), Robert Kempiński (1991–2001), Aleksander Miśta (1992–2002) i Radosław Wojtaszek (1995–1996 oraz 2001).

## Życie prywatne
Zbigniew Szymczak był żonaty (od roku 1976), miał jedno dziecko (córkę Matyldę, ur. 1980).